# Robert Calvert
Robert Calvert (9 de marzo de 1945-14 de agosto de 1988) fue un escritor y cantante de rock inglés de origen sudafricano, conocido por su trabajo con el grupo Hawkwind en la década de 1970.

## Biografía
Nacido en Pretoria, Calvert fue llevado a Gran Bretaña por sus padres a los dos años de edad, cuando estos se mudaron a Inglaterra.
De espíritu bohemio y dotes literarias, Calvert no tardó en sumergirse en la ferviente escena "pop" londinense de los años 60, entrando en contacto con artistas e intelectuales como el escritor Michael Moorcock, con quien mantendría una estrecha amistad hasta la muerte de Calvert a fines de los 80.
Sus poesías y textos comenzaron a ser publicados en revistas como New World, aunque Calvert era algo más que un simple escritor, más bien un artista multimedia, con inquietud por el canto y lo teatral.
Conoció al líder de Hawkwind, Dave Brock, convirtiéndose en el “poeta oficial”, y más tarde vocalista de la banda, con la que trabajó asiduamente como invitado a principios de los 70, y ya como miembro estable a mediados y fines de esa década.
Durante la época dorada del grupo (primera mitad de los años 70), Calvert solía interpretar delirantes alocuciones en medio de los conciertos, las que de algún modo matizaban la música, y servían de separador entre canciones o segmentos en los shows, todo muy en sintonía con el espíritu lisérgico y extravagante de la banda, como se le puede oír a lo largo del clásico álbum en vivo "Space Ritual" de 1973.
Su imaginación y habilidad con las palabras lo convirtieron además en colaborador en las letras de varias canciones de Hawkwind, por ejemplo "Silver Machine", el tema más exitoso en la historia del grupo, del cual es coautor, y el cual fue pensado originalmente para ser cantado por él mismo, aunque fue finalmente Lemmy Kilmister quien le puso voz.
Más allá de sufrir desorden bipolar, Calvert se mantuvo como un artista creativo y activo hasta sus últimos días, ya sea en Hawkwind (se alejó en 1979), o en su carrera en solitario, la cual dio comienzo con "Captain Lockheed and the Starfighters", un disco conceptual de 1974.
Como cantante estable y "frontman" de Hawkwind se desempeñó en los últimos años de los 70, en directo, y en los álbumes "Astounding Sounds, Amazing Music" (1976), "Quark, Strangeness and Charm" (1977), "25 Years On" (1978) y "PXR5" (1979).
Falleció a los 43 años de ataque al corazón en Ramsgate, sudeste de Inglaterra, el 14 de agosto de 1988.

## Discografía
Con Hawkwind
- "Space Ritual" (1973)
- "Astounding Sounds, Amazing Music" (1976)
- "Quark, Strangeness and Charm" (1977)
- "25 Years On" (como Hawklords, 1978)
- "PXR5" (1979)

Solo
- "Captain Lockheed and the Starfighters" (1974)
- "Lucky Leif and the Longships" (1975)
- "Hype" (1981)
- "Freq" (1984)
- "Test-Tube Conceived" (1986)